# Misztika
A misztika vagy miszticizmus a misztikus tapasztalatok felé vezető gyakorlatok és gondolkodásrendszerek; az Istennel vagy az Abszolúttal való eggyé válás, de utalhat bármilyen eksztázisra vagy megváltozott tudatállapotra, amely vallásos vagy spirituális jelentést kap. A misztikus tapasztalatok, jelenségek vagy élmények azok, amelyekben a túlvilágból való vagy egyszerűen egy természetfeletti elem nyilatkozik meg, éspedig érzékelhető módon, hogy azok alanya azokról tapasztalati úton-módon tudomást szerez. A misztika olyan filozófiai és vallási tanítás, amely szerint az ember, gyakran eksztázishoz vezető kontempláció révén, titokzatos módon egyesülhet egy természetfeletti lénnyel vagy az istenséggel. A misztikus rendszereket az különbözteti meg más metafizikai rendszerektől, hogy szervesen összefüggnek a különböző mentális, fizikai és spirituális gyakorlatok segítségével elérhető egyesülés, megváltás vagy megszabadulás vágyával. 

## Etimológia
A misztika és a vele azonos törzsből származó szavak, mint a misztikus, misztérium, a görög müó (μυέω) igéből erednek, ami a szemek, illetve a régebbi nyelvhasználatban az ajkak lezárását jelenti, illetve hogy valamit "eltitkolok".
Minthogy az érzékek, nevezetesen a szem, az ajak a külvilággal való érintkezésnek, a belvilág közlésének az eszközei, azok elzárása bizonyos titokzatosság és homály benyomását kelti. A nyelvhasználat már ősidőktől kezdve a misztérium és a vele rokon szavakat oly titokzatosnak a megjelölésére alkalmazza, amely a vallásos ihlet leheletétől van megszentelve. Ily értelemben beszéltek az ókoriak misztériumokról is.
A görög müó (μυέω) származéka a μυστικός müsztikosz, azaz "beavatott".
A misztikus eredetileg egy titkos kultusz vagy misztériumvallás beavatottja volt.
A klasszikus Görögországban (Kr.e. 5–4. század) és a hellenisztikus korban a misztériumvallások rítusai nagyrészt vagy teljesen titkosak voltak. A korai kereszténység kisajátította a hellenisztikus misztériumok szakszókincsét, de később elvetette a titkolózást, ami a misztériumok jelentésének átalakulását eredményezte. A későbbi keresztény szóhasználatban a misztikus vagy misztikus a vallási eksztázis doktrinálisan elfogadható formáinak gyakorlóira utalt.

## Nyelvtanilag
Megjelenése főnév illetve melléknév névszó alakban történik.

### Főnév
Misztika – vallásfilozófia (az isteni lénnyel való lelki egyesülés hite, törekvése.). Az isteni titokzatossággal foglalkozó személy, aki a természetfölöttivel kapcsolatos tanítások, módszerek szerint él, azokat használja, és úgy véli, hogy ilyen tudás birtokában van, vagy ilyen tudást birtokolni igyekszik.
Keresztény értelemben véve a legnagyobb vallási titoknak, Istennek bírása a földön. A misztika felfogása szerint ez az egység tulajdonképpen megvan, de a világ miatt nem jut érvényre.
Az ókori európai filozófusok (Platón, Plótinosz és mások) vitájának következtetéseként jelent meg a keresztény egyházi művekben a misztika szó (titkok, titokzatos dolgok, az égiekre vonatkozó dolgok) jelentése.

### Melléknév
1. irodalmi misztikum – Titokzatos rejtélyes, érthetetlen, homályos (elgondolás, magyarázat, jelenség), az emberi elme számára megmagyarázhatatlannak látszó (dolog, jelenség, hely).
2. vallási misztikum – A misztikán alapuló, azt követő filozófia: Isteni titkokon alapuló (elképzelés, szemlélet, módszer), ami egyrészt az Istennel való titokzatos egyesülésre, másrészt az adott tan rejtélyes tartalmára vonatkozik, azzal kapcsolatos, ahhoz tartozó.

A misztikus teológia olyan lelki dolgokat tárgyal, amelyek rejtettek, titokzatosak, mint a lélek bizalmas egyesülése Istennel és ezt az egyesülést kísérő jelenségek és fokozatok. 

## Meghatározása
A misztikus közvetlen, közvetítőktől mentes élményt keres az istenivel. A tudományban, a filozófiákban, a szent írásokban lefektetett tudással ellentétben a misztikus tudás közvetlen tudás. A misztikus személyt is jellemzik vallásának külsődleges formái (rítusok, hitvallás), de ennél mélyebbre kíván hatolni. Nem csupán engedelmeskedni akar istenének, hanem személyes közeledés révén meg akarja tapasztalni a vele való találkozás élményét.
A misztika a vallási gyakorlat egyik olyan formája, amelyben hangsúlyos az istenséggel való egyesülés, a beavatódás, a betekintés igénye a titkos és titokzatos isteni dolgokba. A misztikusok szerint az istenséggel való egyesülés (az unió mystica – mitikus utód és/vagy nyomában járás) során feltárul az istenség lényege, a misztikus élmény átélője részesül a legmagasabb rendű tudásból.
A misztika minden vallásban jelen van, eksztatikus rítusok formájában az archaikus társadalomban, valamint a szekularizált világban is. A hellenisztikus világban a misztikus kifejezés titkos vallási szertartásokra utalt. A szóhasználatnak nem volt közvetlen köze a transzcendenciához. A "misztikus" egy misztériumvallás beavatottja volt. Teológusok társítják a "misztérium"-hoz azt az értelmezést, miszerint az a természeti erőkön túlmutató igazságok kinyilatkoztatása, így szűkebb értelemben a misztérium a teremtett értelmet meghaladó igazság.
Klasszikus meghatározása szerint történeti és pszichológiai definíciójának tükrében a misztika Isten közvetlen intuíciója vagy megtapasztalása; a misztikus az a személy, aki kisebb vagy nagyobb mértékben szert tett ilyen közvetlen tapasztalatra, tehát akinek a vallásgyakorlata és élete nem csupán valamilyen elfogadott hiten és vallásgyakorlási formán alapul, hanem saját személyes tapasztalatából és ismeretéből fakad.
Meg kell azonban különböztetni a misztikát és a mágiát egymástól. A misztika az Istennel vagy istenséggel való egyesülés, a lélek istenesítésének a tudománya, míg a mágia a szellemekkel való érintkezésé. Különbség van a misztikus és a médium között is. Egyik felsőbbrendű egyéniséggé, másik csak eszközzé lesz "fejlődése" alatt.
A keresztény misztika célkitűzése: egyesülés Istennel. A misztikus olyan ember, aki Istennel (esetleg Máriával vagy valamely szenttel) való egyesülés vagy az Isten-közelség megrázó élményén megy keresztül. A misztikus célja a felsőbbrendű élet, a felsőbbrendű egyéniség kitermelése tanulás, elmélkedés és aszketikus élet által, hogy így több szolgálatot teljesíthessen embertársainak s végül egyesülhessen istenével. A misztika útja bizonyos lelki fejlődés útján való eggyé válás Istennel.
Mély misztikát tartalmaz János evangéliuma és levelei: „Az Isten a szeretet, és aki a szeretetben marad, az Istenben marad, és az Isten is őbenne." 
A misztika azonban nem feltétlenül teista.  A misztika tulajdonképpen individuális történés, amely lényegileg különbözik az olyan közösségi élményektől, mint amilyen a glosszolália, a transz és a tömegszuggesztió. Bár a misztikus tapasztalat kíséretében előfordulhatnak a parapszichológia körébe sorolható rendkívüli jelenségek (eksztázis, stigmatizáció, elaváció, jelenések stb.) ezek mégsem lényeges kritériumai a misztikának.
A transzcendencia, az isteni végtelenség megtapasztalása felfogható keresztény misztikaként is. Ám a keresztény misztika lényege szerint nem nyugszik máson, mint a transzcendencia megtapasztalásának felemelő és felszabadító élményén, amely Isten önközléseként működésbe lépő kegyelem által válik elérhetővé. 
A keresztény misztikus tapasztalat valójában sem a világ megvetését és megtagadását nem jelenti, sokkal inkább integratív aktus: világi, anyagi és történelmi mozzanatokat egyaránt belevisz a személyes Istennel való szeretetteljes találkozásba.
A panteista és paneneteista nézetek gyakran szorosan kötődnek a misztikához.

## Történelme
Első jelei az ind upanisadokban vannak (Kr. e. 1. évezred), a tibeti termákban, a perzsa Avesztában, a kínai Yijingben, később (Kr. e. 4–3. század) Laozi Dàodéjīngjében és a taoizmus más könyveiben. A nagyobb vallások közül a hinduizmus és a buddhizmus fogékony az aszketikus misztikumra.
Az ind filozófiában a jóga-iskola dolgozta ki azokat a módszereket (ülés, lélegzés, kontempláció, meditáció stb. szabályait), amelynek révén az ember elszakadva az érzéki világtól – egyesülhet az egyetemes világlélekkel. 
Az ókori Kínában a taoizmus idealista irányzata látta az emberi tökéletesség biztosítékát a misztikus elmerülésben. 
A görög-római filozófiában különösen az újplatonizmus törekedett arra az eksztatikus állapotra, amelyben az ember képes egyesülni az istenséggel. Az újplatonizmus misztikájának a hatása a keresztény patrisztikában is érvényesült.
A gnosztikusok számára Krisztus elsődlegesen misztikus élményben tapasztalható lény volt csupán. A gnosztikusok állítólagos magasabb rendű tudásukat nem a Bibliából, hanem egyfajta misztikus, magasabb síkú megtapasztalás útján szerezték.
Az iszlámon belül a szúfizmus hirdette, hogy az ember az önsanyargatás és az önkívület révén képes az Allahhal való egyesülésre.

## Formái; vallásonként
A misztika számos kultúrában és vallási hagyományban megtalálható, mind a népi vallásokban, mind az intézményesített vallásokban.

### Sámánizmus
A sámánizmus a miszticizmus egy formájának tekinthető, amelyben a sámán a szellemek világához a spirituális eksztázison keresztül jut el. Mircea Eliade alapján a sámánizmus a "vallási eksztázis technikája".
A sámánizmus azt jelenti, hogy a gyakorló tudatmódosult állapotot ér el, hogy észlelje a szellemeket és érintkezésbe lépjen velük, majd transzcendentális energiákat irányítson ebbe a világba.

### Ábrahámi vallások
A misztika nem törődik a földi élettel, hanem egyenesen Istenhez törekszik, akivel való egyesülés teljességét már itt a földön keresi. A misztika útja együtt jár az aszkézissel; a misztikus élettel szigorú aszkézis párosul mindenkor; az aszketikus életen keresztül lehet csak eljutni a misztikus állapothoz. 
A misztikának kettős ágazata vanː a spekulatív és a gyakorlati misztika. A gyakorlati misztikán Isten közvetlen megtapasztalását, azt az Istennel történő legbensőségesebb egyesülést értjük, amely a belénk öntött, Istentől rendkívüli ajándékként adott szemlélődés által jön létre. A spekulatív misztika a léleknek Istenhez vezető hármas útját, a tisztulás, a megvilágosodás és a szemlélődés útját, a misztikus egyének titokzatos tapasztalatait teszi meg az isteni dolgokról szerzett intuitív ismereteit teszi tudományos vizsgálódás tárgyává és önti tudományos rendszerbe. A misztika nagy hatást gyakorolt a teológia fejlődésére, hiszen számos hittudós nagy misztikus is volt.

#### Judaizmus
A zsidó misztika évezredekre nyúlik vissza, már az Ószövetségben kezdődik. Mózesnek az Úrral való beszéde, a próféták látomásai, Dániel elragadtatása, mind misztikus élmények voltak.
Keresztelő János küldetése, Jézus egész élete, színeváltozása mind misztikus dolog. A zsidó misztikum későbbi nyomai a Talmudban találhatók.

#### Kereszténység
A keresztény misztika kezdetei a korai szerzetességre, annak a szemlélődést illető gyakorlatára és tanítására nyúlnak vissza. 
A misztika első jelentős rendszerezőjének Órigenészt tartják, aki elsődlegesen az Énekek Énekére összpontosítva írta le az egyes ember Jézus-élményét úgy, mint amely Jézusnak egyháza iránti szeretetére hasonlít. 
A keleti egyház jelentős 4. századi misztikusa volt Evagriosz Pontikosz, Egyiptomi Szent Makariosz és Nüsszai Szent Gergely. 

#### Iszlám
Az iszlám miszticizmus elsősorban a szúfizmuson belül értelmezendő, a dervisrendek is valójában szúfi rendek. A szúfik tevékenységét sok irányzat az iszlámon belül nem nézi jó szemmel, a vahhabiták, szalafiták, általában a fundamentalista irányzatok kifejezetten üldözik a szúfizmus minden formáját, így a dervisrendeket is. A síitáknál kevesebb a szúfi rend és nem azért mert ők is kevesebben vannak, hanem mert maga a síizmus is valahol misztikus.
Mohamed egyszerű Isten- és halhatatlanság-tana és a szigorú, de könnyen teljesíthető előírások, amelyekkel híveinek életét szabályozta, megfeleltek az arab törzsek igényeinek, amelyek életre hívták, és az újonnan megtért széles tömegek vágyainak. De nem tudták hosszabb időn át kielégíteni azokat, akik megismerkedtek a szomszédos és leigázott népek fejlett vallásaival és tudományos ismereteivel. Ezek teológiájának, filozófiájának és jogtudományának hatására, illetve ezekkel ellentétben az iszlám olyan dogmatikát és kötelességekről szóló tanítást alakított ki, amelynek színvonala csakhamar vetekedett mintaképeiével. A szőrszálhasogató dialektika és a hittudósok mesterkélt igazságtevése azonban egymagában nem tudta a mély vallásos érzülettel rendelkező hívőket érzelmileg kielégíteni. Sok hívőnek az Istennel való bensőséges egyesülésre érzett örök vágya olyan irányzatok keletkezéséhez vezetett, amelyek a világ fölé emelkedett mennyei Úr és a térben és időben szűk korlátok közé szorított emberi lélek közötti távolságot a meditatív elmélyedés és az eksztázis mámora segítségével kívánják átrepülni. Így a józan, racionalista és világ felé forduló iszlámon belül létrejött egy misztika, amely görög-újplatonikus és indiai eszméket használt fel, és dolgozott ki saját rendszerré. 

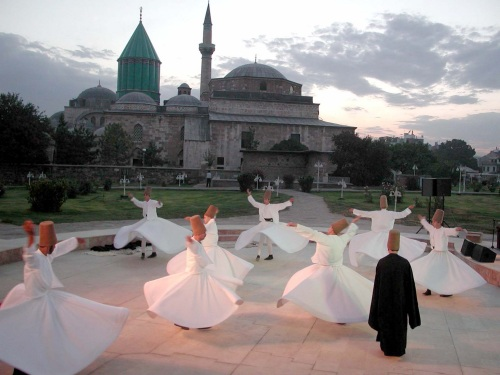
Keringő dervisek Konyában

Az Istennel való közeli kapcsolat létrehozásának előfeltétele az, hogy az ember önmagát a földi dolgok fölé emelje. Már Mohamed is hatásos ellentétbe állította a világnak és örömeinek mulandóságát az Isten örökkévalóságával, és a bekövetkező végítéletről, valamint a pokolbeli büntetés és a paradicsomi élvezetek örökkévalóságáról szóló prédikációiban arra emlékeztette a hívőket, hogy a földi élet csupán rövid ideig tartó előkészület a halál utáni életre. A medinai államférfi szúráiban ugyan e tendenciáknak már nincs nyomuk, és az „Isten katonái”-nak lázas hódító hadjáratai sokakat elidegenítettek az ilyenfajta törekvésektől. Azokban a körökben azonban, amelyekben a lelki üdvösség előbbre való volt, mint a külső fény, nem aludt ki a sóvárgás az után, hogy a világtól való elszakadás segítségével közelebb jussanak az Istenhez. Keresztény és buddhista mintára kialakult egy muszlim aszkézis, amely önsanyargatással a világi javakról való lemondással, lelkigyakorlatokkal és elragadtatott önkívületi állapot révén igyekezett elérni az Istennel való egyesülést. Ennek a világtól elforduló hangulatnak a hordozói néhány bölcs és a köréjük csoportosult, azonos törekvésű közösségek voltak: a szúfík (arab szó: gyapjúba öltözöttek), a dervisek (perzsa: koldusok) vagy fakírok (arab: szegények). Azok az elképzelések, amelyeket az egyes teozófusok és vallásos testvéri közösségek az Istennel kapcsolatban kialakítottak, igen különböző fajtájúak. A kimondott teizmustól, amely az üdvöt a fenséges „mindent megbocsátó” szerető tiszteletében igyekszik feltalálni, a nyílt teopantizmusig, amely az Isteni létezésben való teljes elmerülésre törekszik, valamennyi fokozatot végigjárták. Gyakran megpróbálkoztak azzal is (amint ezt Indiával kapcsolatban megállapítottuk), hogy a kétféle nézetet valamilyen formában összekapcsolják. Sokat vitatott kérdés, vajon a szúfík tanítása újplatonikus vagy indiai eszmékből származtatható-e; valószínű, hogy mindkét feltevés helyes. Az már a kifejezésmódból kitűnik, hogy az ősiszlámnak a teremtőt és teremtményt határozottan különválasztó, személyes Istenben való hitét teljesen átalakították, az Istent előszeretettel nevezik al-hakknak (al haqq), vagyis az igazságnak, a valóságnak; és a végcél, amelyre a bölcs törekszik, a teljes nemlét, a benne való feloldódás (faná), hasonlóan a védántinok brahma-nirvánájához. Az iszlám misztika a 9. század óta számos tudományos és költői műben jutott kifejezésre. Az ortodox hívők kezdettől gonosz eretnekségnek tekintették, és sok neves képviselőjének, mint például a nagy Halládzsnak († 921), életével kellett fizetnie meggyőződéséért. Ez a szellemi irányzat azonban minden üldözés ellenére mind a mai napig szerfelett életerősnek és befolyásosnak bizonyult. 
Jelenleg elsősorban a különböző iszlám országokban virágzó dervisrendek tartják fenn. Ezek vallási testületek, tagjaik csak részben szerzetesek, többnyire a legkülönfélébb világi foglalkozásokat űzik, és szabad idejükben egy mester mellett módszeres, fokozatosan fejlődő, mind magasabb célok elérését lehetővé tevő ismeretekre törekszenek a túlviláginak megvalósításában. A gyakorlatok (dzikr), amelyeknek magukat alávetik, sokfélék, a csendes meditáció, a mértéktartó légzés és testgyakorlatok, valamint meghatározott formulák és imák felmondása váltakozik vad kiáltozásokkal, táncokkal és rángatózásokkal, amelyek az öntudat teljes megszűnését eredményezik. Az üvöltő dervisek konstantinápolyi kolostorában a dervisek valamikor extázisukban késsel súlyos sebeket ejtettek magukon, és nem lehetett észrevenni rajtuk, hogy fájdalmat éreztek volna. 
Körülbelül félszáz dervisrend létezik, amelyeket alapítójukról neveztek el. Az egész iszlám világban elterjedt a kádiriták rendje (Bagdadban alapították 1166-ban); csak a Közel-Keleten létezik a belőle keletkezett rifáitáké (1181-ben alapították); ezeket általában „üvöltő dervisek”-nek hívják. Velük ellentétben a 12. században létrejött, ma Elő-Ázsiában és Észak-Afrikában otthonos sádziliták csoportja csak elmélyedéssel és imádkozással foglalkozik, akárcsak a 14. században alapított elő-ázsiai, perzsiai és indiai khalvatiták rendje. 
Sajátosak a mevlevi-dervisek (mavlavíja), nevük a „mesterünk” (mavláná) szóból származik, és Dzselál ed-din Rúmíra (1207-1273) vonatkozik, aki rendjüket alapította. Az iszlámban a zene általában ki van tiltva a kultuszból, a mevleviknél azonban fontos szerepet játszik. A dzikr-szertartáskor, amely Konyában, a rend fő székhelyén, havonta kétszer a pénteki ima után zajlik le, a dervisek hat különböző hangszer (nádfurulya, citera, bothegedű, dob, tamburin [csörgődob], üstdob) zenéjére jobb lábukon forognak. Egyesek szerint a táncolás már Dzselál eddín előtt is régi szúfí-gyakorlat volt, és a csillagok mozgását utánozta, mások szerint szédülés előidézése, hipnotikus állapot kiváltása a célja. Az utóbbi valószínűleg régebben lehetett helytálló, akkor egész nap és egész éjjel táncoltak. 1925-ben Törökországban bezárták a „táncoló dervisek” kolostorait (tekke).
Az arisztokratikus mevlevik vetélytársai a régi Törökországban a bektási-dervisek voltak. Ezek eredetüket Háddzsí Bektás Valíra vezetik vissza, aki állítólag valamikor az ősidőkben élt; a rend valószínűleg már a 13. században létezett, és a 15. században nyerte el végleges formáját. A bektási-dervisekre jellemzők egyrészt síita titkos tanaik, amelyek Allahot Mohameddel és Alival valamiféle szentháromsággá fűzik egybe, másrészt pedig az iszlám kultikus kötelességeinek lebecsülése. Még azt is megengedik, hogy a nők fátyol nélkül vegyenek részt Istentiszteleteiken. Ezeknek a derviseknek egy szűkebb köre, ellentétben a többséggel, nőtlenségre van kötelezve. Az általuk követett szokások (bűn megvallása a kolostorfőnök előtt és a tőle kapott feloldozás, úrvacsora-féle stb.) a kereszténység és más vallások hatására mutatnak. Mivel a janicsárok többnyire szoros kapcsolatban állottak a bektásíja renddel, ezért egy időben a török történelemben is szerepük volt. 
A többi szerzetesrend közül csupán a 14. századból származó, a buharai Mohamed Naksband alapította naksbandíkat  említjük meg, valamint a kádirita mozgalomból származó, 1837-ben alapított katonai rendet, a szenuszit , amely Tripolitánia politikájában játszott szerepet.
A dervisség az iszlám egyik legsajátságosabb jelensége. Egyeseket az Isten igaz szeretete vitt közéjük és annak igénye, hogy különleges szemlélődő gyakorlatok révén a tudat magasabb rendű szférájába emelkedjenek, míg másoknak kellemes ürügyül szolgált a kötetlen, kéregető életmódhoz. A hivatásos derviseken kívül nagy volt a száma azoknak, akik a ferences harmadrendiekhez (terciáriusok) hasonlóan, egy rend laikus tagjaiként világi életet éltek, de naponta meghatározott imákat mondtak el, és időnként a kolostorban részt vettek egy-egy dzikren. 

## Neves misztikusok
| - Ókori zsidó misztikusok: - Johanan ben Zakkaj - Akiba ben Jószéf - Jismáél ben Elisa - Simon bar Joháj |  | - Ókori görög miszitkusok: - Numeniosz - Platón – európai filozófia legkorábbi képviselője. - Plótinosz – az újplatonikusok fő képviselője - Proklosz |  |

### Keresztények
| - Ókeresztény misztikusok: - Órigenész filozófus, - Evagriosz Pontikosz - Hippói Szent Ágoston - Nagy Szent Vazul - Dionüsziosz Areopagita, |  | - Középkori egyházi misztikusok: - Szent Szümeón - Bingeni Szent Hildegárd - Clairvaux-i Szt. Bernát - Assisi Szt. Ferenc - Aquinói Szent Tamás - Hadewijch - Eckhart mester - Johannes Tauler - Heinrich Suso - Jan van Ruusbroec |  | - Újkori misztikusok - Jakob Böhme - Ávilai Szent Teréz - Keresztes Szt. János - Emanuel Swedenborg |  | - Modern kori misztikusok - Lisieux-i Szt. Teréz - Keresztes Szt. Terézia |  |

### Egyéb
- Paul Brunton
- Helena Blavatsky
- Henry Steel Olcott
- Aleister Crowley
- Ralph Waldo Emerson
- Edgar Cayce
- Sri Aurobindo
- Rámakrisna

## Tanulmányok
- Héháló (Égi csarnokok az 5–6. században). Az első misztikus tanulmány, a kozmosz felsőbb régióit írja le, valamint a szerszámokat, amelyek segítségével oda lehet jutni.
- Széfer Jecira (Teremtés könyve) kozmológia, a mű a későbbi misztikumra nagy hatást gyakorolt,
- Bahir vagy Széfer Ha-Bahir (A világosság könyve), az eleve létező anyag, vagyis a fény tanát dolgozza ki,
- Zóhár (Ragyogás könyve) – spanyol zsidó misztikusok munkája, a Tóra misztikus kommentárja,